# Ventura Reyes Prósper
Ventura Reyes Prósper (Castuera, 31 de mayo de 1863-Toledo, 27 de noviembre de 1922) fue un matemático y naturalista español.

## Biografía
Hijo de Marta Prósper y Pla, natural de Valencia, y de Eduardo de los Reyes Corradi, natural de Sevilla y con alguna sangre asiática filipina, facultativo del cuerpo de minas que dirigía una mina de plomo, Ventura nació en Castuera determinado por los distintos traslados de su padre, que llevaron a la familia primero a Córdoba y después a Murcia, donde Ventura cursó el bachillerato.
En 1879 marchó a Madrid, donde se doctoró en la Universidad Central con la tesis Catálogo de las aves de España, Portugal e Islas Baleares, por la que obtuvo premio extraordinario y fue felicitado por el Comité Ornitológico Internacional establecido en Viena, de forma que fue nombrado miembro permanente del mismo en el congreso que celebró en Budapest.
En 1887 viajó a Alemania acompañado de su hermano Eduardo de los Reyes Prósper, catedrático de botánica en a la Universidad Complutense. Trabó amistad con  Félix Klein y  Ferdinand Lindemann y ese mismo año firmó unas oposiciones para la cátedra de historia natural de la Universidad de Valladolid, a las que no llegó a asistir. Leyó entonces la obra sobre lógica matemática de Ernst Schröder, momento a partir del cual se dedicó a asiduamente al estudio de dicha disciplina. En 1888 realizó otras oposiciones sin éxito para institutos.
En 1891 obtuvo la cátedra de historia natural en el instituto provincial de Teruel, opositó de nuevo a una cátedra de matemáticas del Instituto de Albacete, pero nada más tomar posesión se suprimió la cátedra por Real Decreto y, al quedar en excedencia, solicitó una de física y química, de forma que llegó en 1898 a Toledo, donde se quedaría a residir finalmente y obtendría la de matemáticas en 1907.
Más tarde realizó investigaciones sobre fósiles y moluscos. Fue uno de los cinco miembros de la  Sociedad española de historia natural, en la que se encargó de la clasificación de los moluscos. Su conocimiento de varias lenguas (francés, inglés, alemán, ruso, sueco, danés, latín y griego) le permitió la lectura de libros y revistas extranjeras y la comunicación con científicos de todo el mundo. Fue el primer español que publicó en una revista extranjera de matemáticas y uno de los primeros españoles que mantuvo correspondencia científica con matemáticos europeos, junto con su amigo el también matemático Zoel García de Galdeano. En esta disciplina fue profundizando sin abandonar las ciencias naturales, con lo que consiguió una formación matemática insólita para la época en España.
Murió en Toledo, y su biblioteca especializada pasó a la Unidad de Matemáticas del CSIC.

## Campo de trabajo
Dos de los campos a los que se dedicó fueron la lógica matemática (publica en El Progreso Matemático entre 1891 y 1894 siete trabajos sobre el tema, introduciéndola en España) y la geometrías no euclidianas (desde 1887 a 1910 publica diez trabajos sobre Geometría, dos de los cuales publica en la prestigiosa revista alemana Matematische Annalen, en la que colaboraban nada menos que David Hilbert, Georg Cantor y Sophus Lie; uno en el Bulletin de la Société physico-mathematique de Kazán (Rusia), otro en The Educacional Time (Londres), dos en Archivos de Matemáticas puras y aplicadas (Valencia), cinco en El Progreso Matemático y uno en la Revista Matemática Hispano-Americana).
Mantuvo correspondencia científica con destacados científicos del momento, entre ellos, Giuseppe Peano, John Venn, Moritz Pasch, Charles Sanders Peirce, Ernst Schröder y Christine Ladd-Franklin. Divulgó la biografía de matemáticos ilustres: en 1893 le dedica tal trabajo a Nikolái Ivánovich Lobachevski en El Progreso Matemático y en 1894 a Wolfgang y János Bolyai (padre e hijo) en la misma revista; también divulga la obra del japonés  Seki y sus discípulos en la Revista de la Real Academia de Ciencias Exactas, Físicas y Naturales en 1904, así como a otro ilustre paisano, el cardenal Juan Martínez Guijarro, Siliceo o Silicio, le dedica unas notas biográficas en la Revista de la Real Sociedad Matemática Española en 1911. 
Publicó además trabajos en los periódicos científicos: Boulletin de Mathematikues de Niew Reuglowski, y La Naturaleza, además de en El Aspirante de Toledo. Su trabajo Sur les propiétés graphiques des figures centriques (Extrait d’une lettre adressé a Mr. Pasch), lo publica Pasch extractando una carta de De Reyes, añadiéndole un apéndice donde pondera el trabajo y su resolución de un problema de Geometría proyectiva.
Fue miembro de diversas academias, entre ellas: la sociedad física matemáticas de la Universidad de Kazán (Rusia) y la Sociedad Astronómica de Francia. Luchó por modernizar la enseñanza de las ciencias y de la matemática en los Institutos de Enseñanza Media potenciando los laboratorios y la incorporación de nuevos contenidos en el currículum.

## Obra publicada

### Geometría
- “Sur la géometrie non-Euclidienne”, Mathematische Annalen, 29 (1887), 154-156.
- “Sur les propiétés graphiques des figures centriques (Extrait d’une lettre adressé a Mr. Pash)”, Mathematische Annalen, 32 (1888), 157-158.
- “Nota acerca de la geometría proyectiva sobre la superficie esférica”, El Progreso Matemático, 13 (1892), 7-10.[7]
- “Resolución de un problema propuesto por Jacobo Steiner”, El Progreso Matemático, 17 (1892), 147-148.[8]
- “Recensión de Dodgson [Lewis CarolÌ] Curiosa mathematica, A new Theory of Parallels, London, 1890, 3rd edición”, El Progreso Matemático, 21(1892), 265-266.
- “Breve reseña histórica de la Geometría no-Euclídea, especialmente de dos y tres dimensiones”, El Progreso Matemático, 37 (1894), 13-16.[9]
- “Algunas propiedades referentes a los sistemas de círculos, demostradas sin el auxilio de relaciones métricas ni del postulado euclídeo”, El Progreso Matemático, 39 (1895), 205-208.[10]
- “Nueva demostración de las fórmulas trigonométricas de un ángulo igual a la suma o diferencia de dos dados”, Archivo de Matemáticas Puras y Aplicadas, 5 (1896), 89-91.[11]
- “Nota sobre un punto de geometría no euclídea”, Archivo de Matemáticas Puras y Aplicadas, 3 (1897), 44-47.[12]
- “Note sur le théoréme de Pythagore et la géométrie non-Euclidienne”, Bulletin de la Société physico-mathematique de Kasan, Deuxiéme Série, 1 (1897), 67-68.
- “Nota de dos demostraciones nuevas de proposiciones trigonométricas”, The Educational Times, 1 (1910).
- “Restitución de una de las obras perdidas de Euclides”, Revista Matemática Hispano–Americana, 10 (1919), 323-325.

### Lógica
- “El raciocinio a máquina”, El Progreso Matemático, 9 (1891), 217-220.
- “ Cristina Ladd-Franklin, matemática americana y su influencia en la lógica simbólica”, El Progreso Matemático, 12 (1891), 297-300.
- “ Ernesto Schröeder. Sus merecimientos ante la lógica, su propaganda lógico-matemática, sus obras”, El Progreso Matemático, 14 (1892), 33-36.
- “Charles Sanders Peirce y Oscar Howard Mitchell ”, El Progreso Matemático, 18 (1892), 170-173.[13]
- “Proyecto de clasificación de los escritos lógico-simbólicos, especialmente de los post-booleanos”, El Progreso Matemático, 20 (1892), 229-232.
- “Nuevo modo de considerar la aritmética”, El Progreso Matemático, 25 (1893), 23-26.
- “La lógica simbólica en Italia”, El Progreso Matemático, 26 (1893), 41-43.

### Biográficas
- “Wolfgang y Juan Bolyai. Reseña bio-bibliográfica”, El Progreso Matemático, 38 (1894), 37-40.
- “ Nikolái Ivánovich Lobachevski. Reseña bio-bibliográfica”, El Progreso Matemático, 36 (1893), 321-324.
- “La obra científica de Seki y sus discípulos”, Revista de la Real Academia de Ciencias Exactas, Físicas y Naturales, 1 (1904), 251-254.
- “ Juan Martínez Silíceo”, Revista de la Sociedad Matemática Española, 5 (1911), 153-156.

### Otros trabajos
- “Catálogo de las aves de España, Portugal e Islas Baleares”, Anales de la Sociedad Española de Historia natural, tomo XV, Madrid, 1886, pp. 5-109. También publicado por Fortanet, Madrid, 1886 y en edición facsímil por el Ayuntamiento de Badajoz en 1986.
- “Lista de los moluscos recogidos por el doctor Osorio en Fernando Poo y en el Golfo de Guinea”, Anales de la Sociedad Española de Historia Natural, 15 (1886), 340.
- “Dos toledanos ilustres en la luna”, Boletín de la Sociedad Arqueológica de Toledo, 1 (1900), 4-5.
- “Nuevas noticias acerca del astrónomo toledano Arzaquel”, BoletÌn de la Sociedad Arqueológica de Toledo, 6 (1900), 124.
- “El pavo real en la ornamentación mudéjar”, Revista semanal de arte de Toledo, 32 (1916), 213.
- “Los viejos árboles de la vetusta Toledo”, Revista semanal de arte de Toledo, 32 (1916), 253.
- “El laurel de la casa de Bécquer en Toledo”, Revista semanal de arte de Toledo, 182 (1922), 329.